# Hydroporinae
Hydroporinae (лат.) — подсемейство жуков-плавунцов (Dytiscidae).

## Описание
Жуки маленьких и средних размеров; в длину достигают 1—8 мм. Голова, грудь и спина образуют один изгиб, что снижает сопротивление воды при плавании. Голова широкая, несколько лопатообразной формы, с более или менее острым передним краем. Переднеспинка шире своей длины. Тело довольно уплощённое, в ширину гораздо больше, чем в высоту. Фасеточные глаза относительно небольшие и не выпуклые. Антенны имеют нитевидную форму. У имаго нет видимого скутеллюма; передние и средние лапки с 4 видимыми сегментами, хотя они считаются «псевдотетрамерными», поскольку сегмент 4 скрыт под лопастным сегментом 3; коготки задних лапок примерно равны по длине; личинки с «лобным рогом», выступом наличника и имеют 2-члениковые церки/urogomphi.

## Систематика
Более 2000 видов. Крупнейшее подсемейство жуков-плавунцов, включающее половину его видового разнообразия.
- Colymbetinae
  - Bidessini
    - Africodytes — Allodessus — Amarodytes — Anodocheilus — Bidessodes — Bidessonotus — Bidessus — Borneodessus — Brachyvatus — Clypeodytes — Comaldessus — Crinodessus — Fontidessus — Geodessus — Gibbidessus — Glareadessus — Haideporus — Hemibidessus — Huxelhydrus — Hydrodessus — Hydroglyphus — Hypodessus — Kakadudessus — Kuschelydrus — Leiodytes — Limbodessus — Liodessus — Microdessus — Morimotoa — Neoclypeodytes — Neobidessus — Neobidessodes — Neoclypeodytes — Pachynectes — Papuadessus — Phreatodessus — Platydytes — Pseuduvarus — Sharphydrus — Siettitia — Tepuidessus — Terradessus — Trogloguignotus — Tyndallhydrus — Typhlodessus — Uvarus — Yola — Yolina

  - Hydroporini
    - Antiporus — Barretthydrus — Carabhydrus — Chostonectes — Deronectes — Ereboporus — Graptodytes — Heterosternuta — Hydrocolus — Hydroporus — Iberoporus — Megaporus — Nebrioporus — Neoporus — Oreodytes — Paroster — Porhydrus — Sanfilippdytes — Scarodytes — Siettitia — Sternopriscus — Stictotarsus — Suphrodytes

  - Hydrovatini
    - Hydrovatus

  - Hygrotini
    - Hygrotus (Hygrotus decoratus, Hygrotus inaequalis, Hygrotus versicolor)

  - Hyphydrini
    - Agnoshydrus — Allopachria — Andex — Anginopachria — Coelhydrus — Darwinhydrus — Desmopachria — Dimitshydrus — Hovahydrus — Hydropeplus — Hyphovatus — Hyphydrus — Microdytes — Primospes

  - Laccornini
    - Laccornis (Laccornis oblongus)